# Pseudomeloe stenopterus
Pseudomeloe stenopterus là một loài bọ cánh cứng trong họ Meloidae. Loài này được Erichson miêu tả khoa học năm 1847.